# Керамати, Махтаб
Махта́б Керамати́ (перс. مهتاب کرامتی‎; род. 17 октября 1970, Тегеран, Иран) — иранская актриса кино и телевидения. Известна благодаря своим ролям в телесериалах «Люди пещеры» (1998) и «Святая Марьям» (2000).

## Биография
Родилась 17 октября 1970 года в Тегеране (Иран). Она увлекалась актёрским мастерством с детства, играла и занималась дома со своей старшей сестрой.

### Карьера
Проходила курсы актёрского мастерства, когда её выбрали на роль Хелен в телесериале «Люди пещеры», который получил её национальное признание. Позже она снялась в таких фильмах, как «Мумия III» и «Человек дождя», за которые была номинирована на Международный кинофестиваль Фаджр Кристал Симорг. Затем она появилась в таких драмах, как «Святая Марьям» и «Багровая почва», а также в фильмах «Ад, Чистилище, Небеса», «Есть вещи Вы не знаете», «Альцгеймер» и «Частная жизнь мистера и миссис М.». Она получила Кристал Симорг за лучшую женскую роль второго плана за фильм «Двадцать». В 2015 году победитель кинофестиваля Imagineindia за лучшую мужскую роль. Также была представлена в жюри кинофестиваля в Дакке.
В 2006 году была назначена национальным послом ЮНИСЕФ в Иране.

## Фильмография

### Фильмы
- Mardi Az jense Bolour (1999)
- Mumiyayi 3 (2000)
- Mard Barani (2000)
- Behesht az ane To (2000)
- Molaghat ba Tooti (2003)
- Shahe Khamoosh (2003)
- Hashtpa (2005)
- Salvation at 8:20 (2005)
- Hess-e Penhan (2007)
- The Reward of Silence (2007)
- Adam (2007)
- Atash-e Sabz (2008)
- Shirin (2008)
- Tardid (2009)
- Women Are Angels (2009)
- Doozakh Barzakh Behesht (2009)
- Bist (2009)
- Shabane Rooz (2010)
- Adamkosh (2010)
- There Are Things You Don't Know (2010)
- Alzheimer (2011)
- Absolutely Tame Is a Horse (2011)
- The Private Life of Mr. & Mrs. M (2012)
- Azar (2012)
- The Fourth Child (2013)
- Inadvertent (2014)
- Hussein Who Said No
- Ashbah (2014)
- Arghavan (2014)
- Jameh Daran (2015)
- Ice Age (2015)
- BIAFF Film Festival Promo Video 2017 (2017)
- Mazar-i-Sharif[7][8]

### Телесериалы
- Люди пещеры (1998)
- Святая Марьям (2000)